# Quimome
Quimome es una localidad de Bolivia, ubicada en la región de la Chiquitania. Administrativamente se encuentra en el municipio de San José de Chiquitos de la provincia de Chiquitos en el departamento de Santa Cruz.
Está ubicado en el centro de la provincia, a una altitud de 258 msnm, al este de la capital departamental Santa Cruz de la Sierra. Al sur del pueblo corre la cresta montañosa de la Loma Piedra Negra San Esteban, que se eleva de 200 a 300 metros desde la llanura y continúa hasta la Sierra San José.
Quimome fue fundada por los trabajadores de la vía férrea que conecta Santa Cruz de la Sierra con Corumbá, en Brasil, inaugurada en 1955. Es considerada una comunidad indígena chiquitana.

## Toponimia
Según Jürgen Riester, la palabra "Quimome" significa "arco" en el idioma chiquitano.

## Geografía
Al sur de Quimome, en una depresión tectónica, se encuentra el humedal de los Bañados de Izozog, en el que se acumula el agua del río Parapetí. En la estación seca, los bañados no tienen desagüe y parte de la humedad acumulada se evapora, mientras que durante la temporada de lluvias, parte del agua de los Bañados de Izozog fluye sobre el río Quimome, que atraviesa la cresta de la Loma Piedra Negra San Esteban cerca del pueblo de Quimome y alimenta el río Itonomas unos 75 kilómetros río abajo.
El clima de la región es subtropical y semihúmedo. La llanura alrededor de Quimome es húmeda y atravesada por numerosos arroyos, de modo que apenas se ha desarrollado para la agricultura.
La temperatura promedio anual de la región es de 25,5 °C, con temperaturas promedio mensuales entre poco menos de 28 °C en octubre y noviembre y por debajo de 22 °C en junio. La precipitación anual es de 918 mm y la humedad media es del 68 por ciento. La estación seca de julio a septiembre se ve compensada por una pronunciada estación húmeda de noviembre a marzo.

## Transporte
Quimome se ubica a una distancia de 227 kilómetros por carretera al este de Santa Cruz de la Sierra, capital del departamento de Santa Cruz.
La Ruta 4, de 1.657 kilómetros de longitud, pasa por Quimome y cruza el país en dirección oeste-este desde la frontera con Chile hasta la frontera con Brasil. El camino conduce por Patacamaya, Cochabamba y Villa Tunari hasta Santa Cruz y de allí continúa por Cotoca y Pailón hasta Quimome y luego por San José de Chiquitos y Roboré hasta llegar Puerto Suárez.

## Demografía
La población de la localidad ha disminuido continuamente durante las últimas décadas:
| Año  | Habitantes | Fuente |
| ---- | ---------- | ------ |
| 1992 | 478        | Censo  |
| 2001 | 425        | Censo  |
| 2012 | 368        | Censo  |